# Leander Dossios
Leander Dossios (griechisch Λέανδρος Δόσιος, auch: Leonidas Dossios; * 1846 in Athen; † 1883 ebenda) war ein griechischer Chemiker.

## Leben
Leander Dossios studierte in Zürich Chemie, zunächst an der ETH, bevor er zum Wintersemester 1864/65 an die Universität wechselte, und schloss sich dem Corps Rhenania an. Am 27. Juli 1866 wurde er an der Universität Zürich zum Dr. phil. chem. promoviert.
Nach dem Studium wurde er Professor der Chemie in Athen. Als Mitglied der Zentralstelle für Industrie, Handel und Landwirtschaft in Athen galt sein Engagement dem Auf- und Ausbau einer modernen Textilindustrie in Griechenland. In seinen wissenschaftlichen Arbeiten befasste er sich mit der Struktur von Glycolen und deren Oxidationsprodukten sowie der Theorie von Lösungen. Die von Dossios entwickelte Theorie basierte auf den Anschauungen von Rudolf Clausius und ist zu den mechanisch-physikalischen Lösungstheorien zu zählen.

## Familie
Leander Dossios entstammte einer wohlhabenden und gebildeten Familie. Sein Vater Konstantin Dossios (1810–1871) war nach dem Studium der Rechtswissenschaften in München  und Heidelberg und der Sozialwissenschaften in Wien als Jurist und Politiker in Griechenland tätig. 1843 war er Delegierter in der verfassungsgebenden griechischen Nationalversammlung sowie in der griechischen Nationalversammlung von 1862 nach dem Sturz von König Otto. Von Februar bis März 1863 war er Minister für die Kirche. Im selben Jahr wurde er Mitglied der verfassungsgebenden Versammlung für die Verfassung von 1864.
Seine Mutter war die Sprachwissenschaftlerin Katharina Dossios geb. Mavrokordatos (1820–1856). Sie übersetzte George Gordon Byrons The Giaour ins Griechische.
Sein Bruder Aristides Dossios (1844–1881) war Professor der Kameral- und politischen Wissenschaften.
Seine jüngere Schwester Katharina (1856–1935) heiratete 1874 den deutschen Archäologen und Botschafter Otto Lüders.

## Schriften
- Leander Dossios: Theoretische und empirische Beiträge zur Constitution der Glycole und der ihnen entsprechenden Säuren, Zürich 1866.
- Leander Dossios: Zur Theorie der Lösungen. In: Vierteljahrsschrift der Naturforschenden Gesellschaft in Zürich, 13. Jahrgang, 1868, S. 1–20.
- Lender Dossios, W. Weith: Über die Lösungen von Jod in Wasser und in wässrigem Jodkalium. In: Vierteljahrsschrift der Naturforschenden Gesellschaft in Zürich, 13. Jahrgang, 1868, S. 258–266